# Geografía física

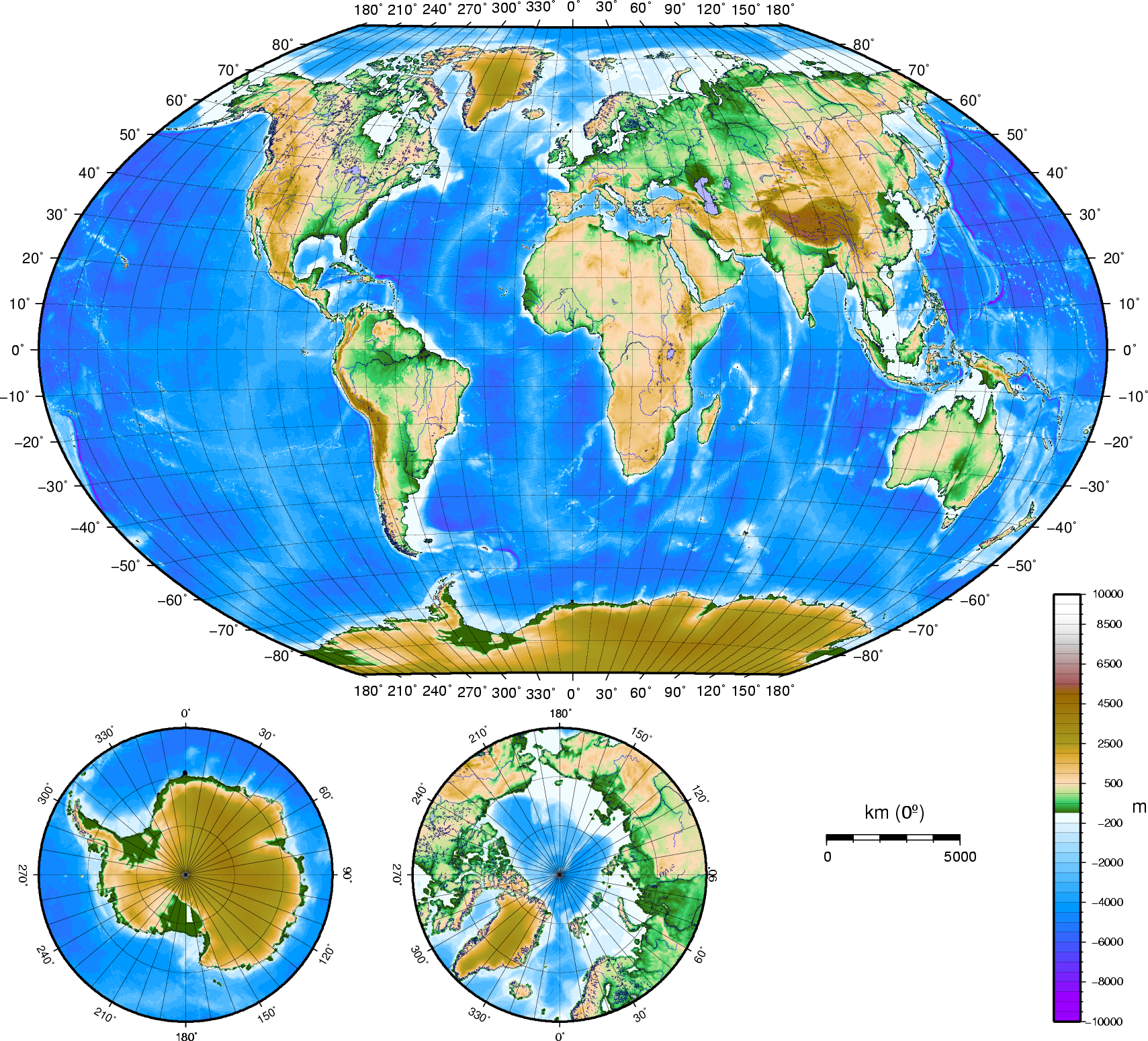
Mapamundi físico.

La geografía física (conocida en un tiempo como fisiografía, término ahora en desuso) es la rama de la geografía que estudia en forma sistémica y espacial, la superficie terrestre considerada en su conjunto y específicamente, el espacio geográfico natural.
Constituye uno de los tres grandes campos del conocimiento geográfico; los otros son la geografía humana cuyo objeto de estudio comprende el espacio geográfico humanizado y la geografía regional que ofrece un enfoque unificador, estudiando los sistemas geográficos en forma integrada.
La geografía física se preocupa (según Strahler) de los procesos que son el resultado de dos grandes flujos de energía: el flujo de radiación solar que dirige las temperaturas de la superficie junto al movimiento de los fluidos, y el flujo de calor desde el interior de la Tierra que se manifiesta en los materiales de los estratos superiores de la corteza terrestre. Estos flujos interactúan en la superficie terrestre que es el campo de estudio del geógrafo físico. Son diversas las disciplinas geográficas que estudian en forma específica las relaciones de los componentes de la superficie terrestre. La geografía física enfatiza el estudio y la comprensión de los patrones y procesos geográficos del ambiente natural, haciendo abstracción por razones metodológicas del ambiente cultural que es el dominio de la Geografía humana. Ello significa que, aunque las relaciones entre estos dos campos de la Geografía existen y son muy importantes, cuando se estudia uno de dichos campos, es necesario excluir al otro de alguna manera, con el fin de poder profundizar el enfoque y los contenidos.
La metodología geográfica tiende a relacionar estos campos al proporcionar un marco seguro para la localización, distribución y representación del espacio geográfico además de emplear herramientas tales como los sistemas de información geográfica o el desarrollo de mapas que sirven a ambas especialidades.
Por otra parte, las ciencias con las que se relaciona y los métodos empleados suelen ser diferentes en los tres campos, aunque tienen en común el interés humano en conocer cada vez más y mejor el mundo en que vivimos.

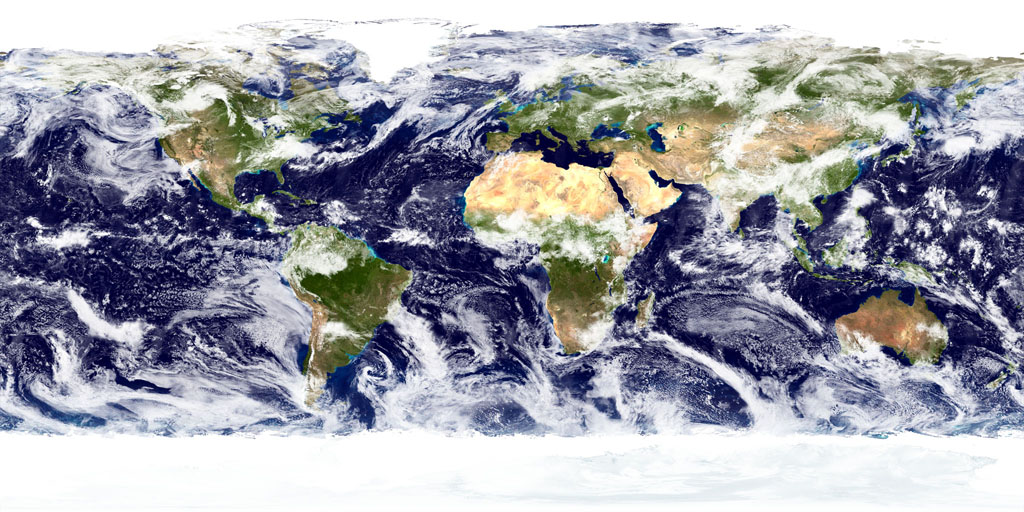
Mapamundi realizado sobre la base de una compilación de imágenes de satélite. Hay que tener en cuenta que las proyecciones cilíndricas, modificadas o no, dan una imagen exagerada de las regiones polares, como se ve aquí, que parecen ser las que mayor superficie cubierta de nubes tienen, lo cual no es cierto.

## Patrones y procesos

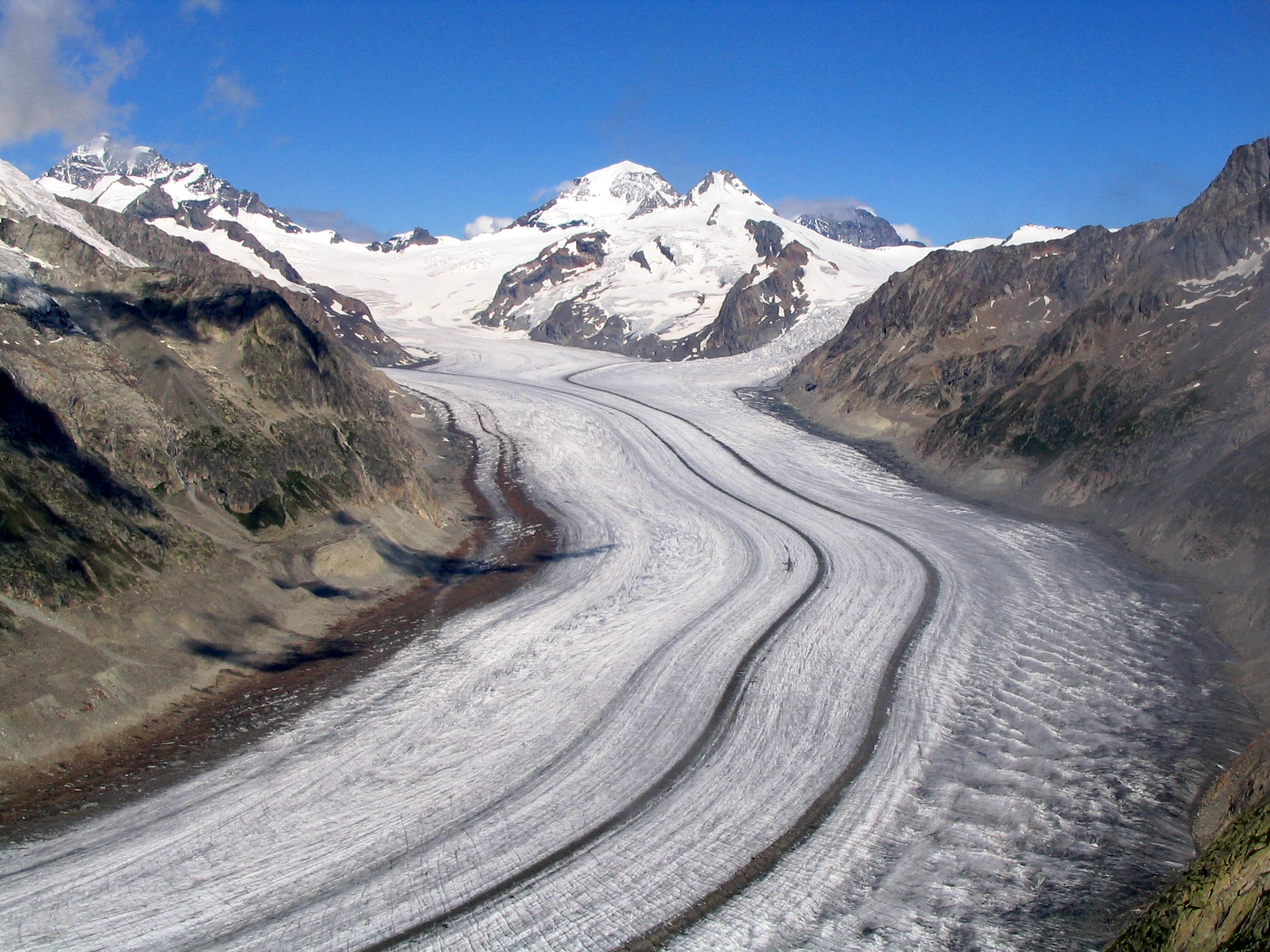
El Gran Glaciar de Aletsch, en los Alpes suizos al sur del Macizo de la Jungfrau, es el más grande de Europa.

Estos dos conceptos equivalen a los de estructuras y sistemas en la teoría de sistemas, siendo el de patrones un concepto similar al de estructuras y el de procesos uno similar al de sistemas. De nuevo solemos separar estos dos conceptos de manera individual por razones metodológicas ya que no suelen estar separados en la naturaleza. La diferencia entre procesos y patrones es que en el primer caso, resulta fundamental la escala temporal y en el segundo no es tan importante: cuando estamos estudiando los efectos de la erosión fluvial en los márgenes de un río consideramos a la erosión como un proceso, es decir, un fenómeno que ocurre a lo largo del tiempo. Por el contrario, cuando nos referimos a las características de la cuenca de un río, estamos haciendo un estudio de patrones espaciales, es decir, nos estamos refiriendo a un área determinada, con una extensión, relieve, clima, caudal, vegetación, etc., sin referirnos en detalle a cómo estos patrones han venido siendo modificados a lo largo del tiempo por los procesos geográficos. En el caso del glaciar de Aletsch pueden verse las lenguas de hielo, las morrenas intermedias y otras características estructurales del glaciar. Pero su lento movimiento y evolución constituyen la culminación actual de un proceso que es necesario analizar a través del tiempo.

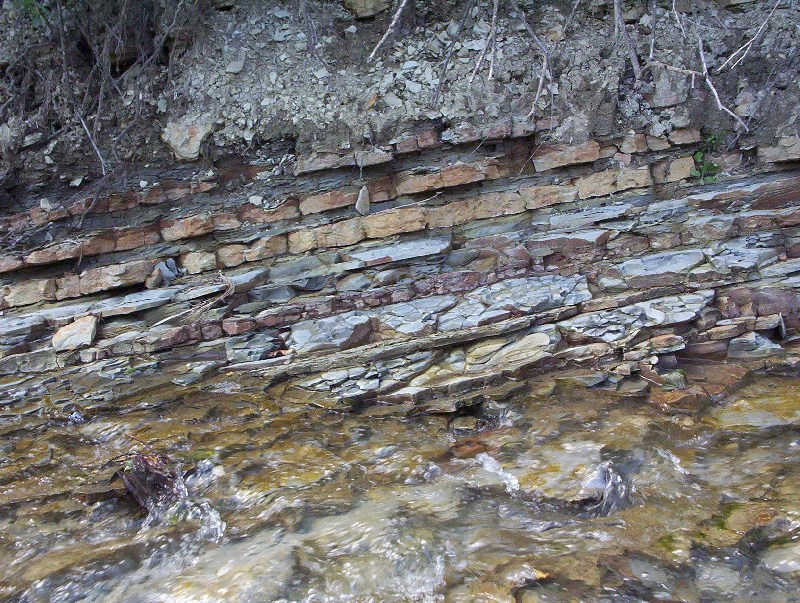
Estratos descubiertos por la erosión fluvial en los Cárpatos.

Lo mismo sucede en el campo de la geología: la Geología histórica hace referencia a procesos que han ocurrido en el tiempo geológico, mientras que la Geología física hace referencia al presente:[cita requerida] patrones estratigráficos o geológicos de la época actual y en la forma como se localizan en la superficie terrestre. En el caso de los estratos descubiertos por la erosión fluvial en el margen izquierdo de un río en los Cárpatos podemos ver los patrones estratigráficos típicos de las rocas sedimentarias, por ejemplo, una disposición estratigráfica normal sería cuando los estratos más recientes son los más altos de una sucesión estratigráfica.

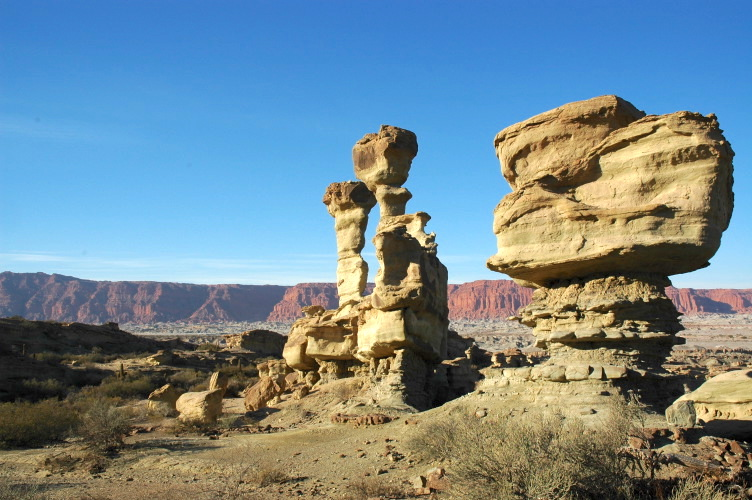
Geoformas en Ischigualasto, provocadas tanto por la erosión hídrica como la eólica, especialmente por la primera, temas que tiene en cuenta la geografía física.

La investigación científica progresa básicamente mediante el análisis: el estudio detallado de un fenómeno precede al de la comprensión general del mismo (síntesis), si bien no hay consenso total sobre esto. Así muchos geógrafos que consideran que la Geografía es una ciencia de síntesis han pretendido comenzar con la metodología holística apoyándose en investigaciones temáticas previas.
De este modo se puede ver las definiciones.

## Concepto
- Humboldt consideraba a la geografía como una cosmología o cosmografía, es decir, como una geografía física. Es cierto que planteaba en sus obras principales, la acción y reacción del hombre a los fenómenos y procesos de la geografía física, pero siempre vinculados a esta ciencia, idea que aparece en su obra fundamental Cosmos (recordemos que no existía aún la Geografía Antrópica o Humana como disciplina independiente aunque algunos de sus temas ya estaban presentes en la tradición corográfica)
- El Diccionario Rioduero de Geografía[2] se limita a enumerar los temas que se incluyen en el campo de la Geografía física (climatología, geomorfología, oceanografía, y la hidrografía continental, incluyendo a la glaciología.)
- El Diccionario de términos geográficos de F. J. Monkhouse[3] se refiere a la Geografía física como la ciencia que estudia aquellos aspectos de la geografía que están entroncados con la forma y relieve de la superficie terrestre, la configuración, extensión y naturaleza de los mares y océanos, de la atmósfera que nos rodea y de los procesos correspondientes, la capa del suelo y la vegetación "natural" que la recubre, es decir, el medio ambiente físico del paisaje.
- Arthur Newell Strahler, autor de un texto universitario de Geografía Física de amplia difusión en muchos idiomas, puntualiza que esta ciencia se preocupa de los procesos que son el resultado de dos grandes flujos de energía: el flujo de radiación solar que dirige las temperaturas de la superficie junto al movimientos de los fluidos, y el flujo de calor desde el interior de la Tierra que se manifiesta en los materiales de los estratos superiores de la corteza terrestre. Estos flujos interactúan en la superficie terrestre que es el campo del geógrafo físico.
- El Diccionario de Geografía de Elsevier[4] señala que la geografía física estudia los componentes del ambiente físico de la Tierra (litósfera, atmósfera, hidrósfera, biósfera), las relaciones entre sí, su distribución sobre la superficie de la Tierra y los cambios en el tiempo que experimentan por causas naturales o por el impacto humano. Menciona que las ramas de la geografía física son la geomorfología, la oceanografía, la climatología, la hidrología terrestre, la glaciología, la biogeografía, la paleogeografía, la edafogeografía, incluyendo también la geocriología y el estudio del paisaje. Sin embargo los autores reconocen que la oceanografía se ha desarrollado como una disciplina independiente.

## Los campos de estudio de la geografía física
Las ciencias geográficas que estudian un componente específico del espacio natural en su relación con los demás son numerosas y entre las más importantes pueden citarse:
- Orografía. Parte de la geografía física que trata de la descripción y estudio de las montañas.
- Hidrografía e hidrología. El estudio de las aguas continentales (básicamente, ríos, lagos y aguas subterráneas): ríos y sus cuencas, (cauces, caudal, redes hidrográficas, curso superior, medio e inferior de los ríos, aprovechamiento hidráulico, régimen fluvial, dinámica fluvial, etc.)

- La glaciología, a diferencia de la hidrografía, se preocupa de los cuerpos de agua en estado sólido, tales como glaciares, casquetes polares, icebergs, plataformas de hielo, etc.
- La geocriología que se dedica al estudio del permahielo.
- Oceanografía. Estudio de los océanos: características hidrológicas, físicas, biológicas, económicas; movimientos de las aguas oceánicas como las olas, mareas y corrientes oceánicas, etc. Además, resulta muy importante la acción de los océanos y mares sobre el ciclo hidrológico y sobre la dinámica atmosférica, que constituyen la base, directamente, de la meteorología e indirectamente, de la climatología.
- Geografía litoral. Se dedica al estudio de las dinámicas de los paisajes costeros.
- Biogeografía, con sus ramas fitogeografía o geografía de las plantas, zoogeografía o geografía de los animales y ecología del paisaje.
- Pedología o edafogeografía o geografía de los suelos,[5] que estudia los suelos desde el punto de vista geográfico.
- La climatología, ciencia que estudia el clima a partir de la información meteorológica. Un antiguo y valioso manual de esta ciencia es el de Austin Miller.[6] El desarrollo y divulgación de programas de acceso libre con imágenes satelitales de la superficie terrestre, que incluyen los patrones y procesos atmosféricos (Centros de acción como los anticiclones y depresiones) han hecho crecer rápidamente esta ciencia y su interpretación aunque los resultados de las nuevas tecnologías todavía están por verse de una manera más completa y coherente.
- La geomorfología, es el estudio de las formas del relieve en la superficie terrestre (montañas, mesetas o altiplanos, llanuras y cuencas sedimentarias, volcanes, etc). Incluye también los procesos que originaron estas formas del relieve y los procesos geomorfológicos actuales: meteorización, erosión, sedimentación, deslizamientos en masa, etc. Fundada a principios del siglo XX por el geógrafo estadounidense William Morris Davis, en la actualidad numerosos geógrafos de muchas nacionalidades han venido desarrollando esta disciplina, como por ejemplo, los franceses Jean Tricart,[7] Emmanuel de Martonne,[8] Max Derruau[9] y muchos otros.
- La paleogeografía, encargada de investigar y reconstruir la geografía de épocas pasadas y su evolución, de gran importancia para el resto de la geografía física ya que sirve para comprender mejor la dinámica actual de la geografía de nuestro planeta.
- El estudio de los riesgos naturales, ya que pese a que el número de desastres naturales no ha aumentado de manera significativa en los últimos años, sí que ha aumentado el número de personas a los que afectan. Es un tema del que también se ocupa la geografía humana.

## Ciencias relacionadas con la geografía física

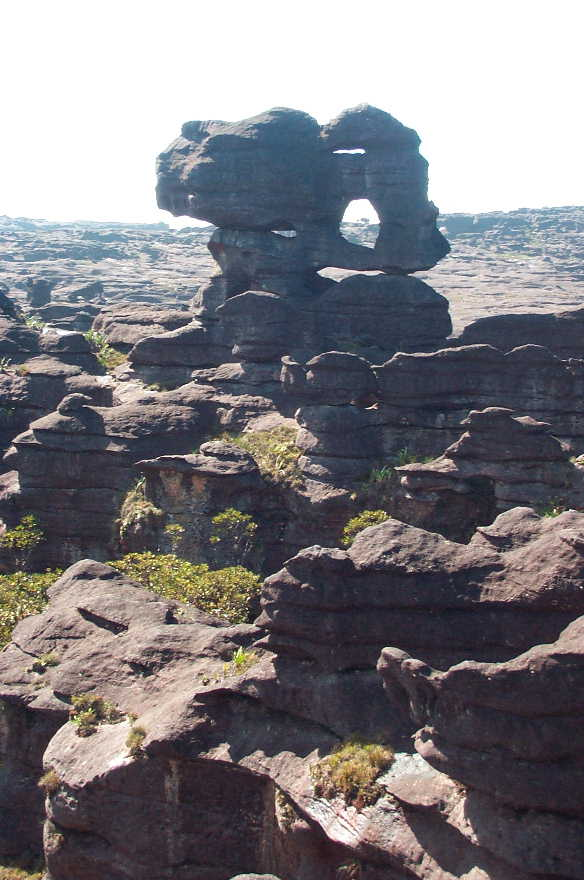
La cima del Roraima, el tepuy más elevado de la Guayana venezolana. Las curiosas formas han sido producidas por la erosión, tema estudiado por la geomorfología.

Debido al campo de estudio tan amplio de la geografía física, existen numerosas ciencias que están relacionadas con ella, entre las cuales podemos citar a:
- Las ciencias de la Tierra o geociencias, que sirven para integrar el conocimiento que tenemos de nuestro planeta.
- La geología, tanto la histórica como la geología estructural. También la Estratigrafía o geología estratigráfica, la sedimentología y la vulcanología.
- La geografía matemática, encargada del estudio de la Tierra como planeta, especialmente en lo que se refiere a su forma, dimensiones, y características, conocimientos también enlazados con los tratados por la Geodesia.
- La física, especialmente en lo que se refiere a la meteorología o física de la atmósfera, también se utilizan conceptos de la física básica para el estudio de los océanos, de la litosfera, de los conceptos y procesos geomorfológicos (o geomórficos) y cada una de las ciencias físico - naturales de interés geográfico.
- La ecología, como ciencia que estudia las relaciones mutuas entre los seres vivos y la superficie terrestre (el hábitat y ecosistemas) en lo que respecta a los animales (ecología animal), a las plantas (ecología vegetal) e incluso a los seres humanos (ecología humana, ecología cultural).
- Las ciencias ambientales.

## Evolución histórica de la geografía física

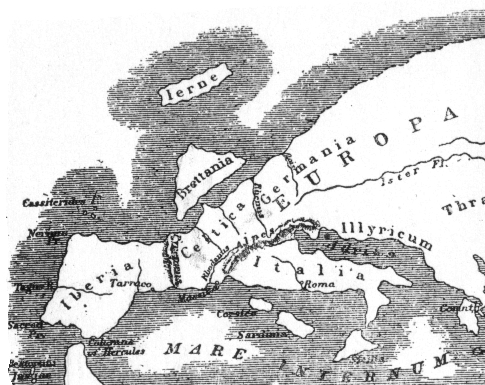
Mapa de Europa realizado por Estrabón.

A partir del nacimiento de la geografía como ciencia durante la época clásica griega y hasta fines del siglo XIX con el nacimiento de la antropogeografía o geografía humana, la geografía fue en parte una ciencia natural: el estudio descriptivo de localización y la toponimia de todos los lugares del mundo conocido. Diversas obras entre las más conocidas durante ese largo período podrían citarse como ejemplo, desde las de Estrabón (Geografía), Eratóstenes (Geografía) o Dionisio Periegeta (Periegesis Oiceumene) en la Edad Antigua hasta las de Alejandro de Humboldt (Cosmos) en el siglo XIX, en las cuales se consideraba a la Geografía como una ciencia físico-natural; desde luego, pasando por la obra Suma de Geographia de Martín Fernández de Enciso () de comienzos del siglo XVI, donde aparece señalado por primera vez el Nuevo Mundo.
Entre los siglos XVIII y XIX, una polémica tomada de la Geología, entre los partidarios de James Hutton (Tesis del uniformismo) y de Georges Cuvier (catastrofismo) influyó poderosamente en el campo de la Geografía.
Dos procesos desarrollados durante el siglo XIX tuvieron una gran importancia en el desarrollo posterior de la geografía física: el primero se trata del imperialismo colonial europeo en Asia, África, Australia e incluso América, en busca de las materias primas exigidas por la Revolución industrial, que contribuyó a que se crearan y se invirtiera en los departamentos de geografía de las universidades de las potencias coloniales y al nacimiento y desarrollo de las sociedades geográficas nacionales, dando origen así al proceso identificado por Horacio Capel como la institucionalización de la Geografía (). Uno de los imperios más prolíficos en este sentido fue el Ruso. A mediados del siglo XVIII numerosos geógrafos son enviados por el almirantazgo ruso en diferentes oportunidades a realizar levantamientos geográficos en la zona del ártico siberiano. Entre estos se encuentra quien es considerado el patriarca de la geografía rusa: Mijaíl Lomonósov quien a mediados del decenio de 1750 comienza a trabajar en el Departamento de Geografía de la Academia de Ciencias para realizar investigaciones en Siberia; sus aportes en este sentido son notables: demuestra el origen orgánico de los suelos, desarrolla una ley general sobre el movimiento de los hielos que aún rige en lo básico, fundando así una nueva rama geográfica: la glaciología. En 1755 se funda, por iniciativa suya, la Universidad de Moscú, que ahora lleva su nombre, donde promueve el estudio de la geografía y la formación de geógrafos. En 1758 es nombrado director del Departamento de Geografía de la Academia de Ciencias, puesto desde el cual elaboraría una metodología de trabajo para el levantamiento geográfico, que guiaría por mucho tiempo las más importantes expediciones y estudios geográficos en el extenso territorio de  Rusia. De esta manera la línea de Lomonosov siguió y los aportes de la escuela rusa se fueron multiplicando a través de sus discípulos; ya en el siglo XIX tenemos grandes geógrafos como Vasili Dokucháyev quien realizó obras de gran relevancia como “principio del análisis integral del territorio” y "Los Chernozem rusos", esta última la más importante, donde introduce el concepto geográfico de suelo, distinguiéndolo de un simple estrato geológico, y fundando de esta manera una nueva área de estudio geográfico: la Pedología o Edafología. La climatología recibiría también un fuerte impulso desde la escuela rusa a través de Wladimir Peter Köppen cuyo principal aporte, su clasificación climática, sigue vigente hoy en día, aunque con algunas modificaciones y mejoras. Por otra parte, este gran geógrafo físico también contribuyó a la Paleogeografía a través de su trabajo "Los climas del pasado geológico" por el cual se le considera el padre de la Paleoclimatología. Otros geógrafos rusos que realizaron grandes aportes a la disciplina en este periodo fueron  N.M. Sibirtsev, Piotr Semiónov, K. D. Glinka, Neustrayev, entre otros.
El segundo proceso de importancia se trata de la teoría de la evolución formulada por Darwin a mediados de siglo (lo que influyó decisivamente en la obra de Ratzel, quien poseía una formación académica como zoólogo y era seguidor de las ideas de Darwin) lo que significó un importante impulso en el desarrollo de la Biogeografía.
Otro importante suceso a finales del siglo XIX y principios del siglo XX dará un importante impulso al desarrollo de la geografía y tendrá lugar en Estados Unidos. Se trata del trabajo del afamado geógrafo William Morris Davis quien no solo realizó importantes aportes al establecimiento de la disciplina en su país, sino que revolucionó el campo al desarrollar la teoría del ciclo geográfico la cual propuso como paradigma para la geografía en general, aunque en realidad sirvió solo como paradigma para la geografía física. Su teoría explicaba que las montañas y demás accidentes geográficos están modelados por la influencia de una serie de factores que se manifiestan en el ciclo geográfico. Él explicó que el ciclo comienza con el levantamiento del relieve por procesos geológicos (fallas, vulcanismo, levantamiento tectónico, etc.). Factores geográficos tales como ríos y el escurrimiento superficial comienzan a crear los valles de forma de V entre las montañas (la etapa llamada "juventud"). Durante esta primera etapa, el relieve es más escarpado y más irregular. En un cierto plazo, las corrientes pueden tallar valles más anchos ("madurez") y después comenzar a serpentear, sobresaliendo solamente suaves colinas ("senectud"). Finalmente, todo llega a lo que es un llano plano, llano en la elevación más baja posible (llamado el "nivel de base"). Este llano fue llamado por Davis "peneplanicie" que significa "casi un llano". Entonces, el "rejuvenecimiento" ocurre y hay otro levantamiento de montañas y el ciclo continúa. Aunque la teoría de Davis no es enteramente exacta, era absolutamente revolucionaria y excepcional en su tiempo y ayudaba a modernizar la geografía y a crear el subcampo de la geomorfología. Sus implicaciones impulsaron un sinnúmero de investigaciones en distintas ramas de la geografía física. Para el caso de la paleogeografía esta teoría aportó un modelo para comprender la evolución del paisaje. Para la hidrología, la glaciología y la climatología fue un impulso en cuanto se investigó como los factores geográficos que estudian, modelan el paisaje e influyen en el ciclo. El grueso de los trabajos de William Morris Davis condujeron al desarrollo de una nueva rama de la geografía física: la geomorfología, cuyos contenidos hasta entonces no se diferenciaban del resto de la geografía. Al poco tiempo esta rama presentaría un gran desarrollo. Algunos de sus discípulos realizaron importantes aportes a diferentes ramas de la geografía física y humana tales como Curtis Marbut con su invaluable legado para la pedología, Mark Jefferson, Isaiah Bowman, entre otros.

## La geografía física y sus aplicaciones
La geografía física integra el conocimiento que han desarrollado las ciencias geográficas más especializadas como la Geomorfología, climatología, hidrografía e hidrología, oceanografía, pedología y muchas otras. Todas estas ciencias suelen tener una perspectiva aplicada. Por otra parte, nuevas disciplinas aún más específicas han venido a desarrollar campos aplicados dentro de la geografía física. Unos ejemplos: la geocriología que se ha desarrollado en Rusia y Canadá se especializa en el estudio del permahielo. La geografía litoral se aboca al estudio específico de la dinámica costera, la geografía de los riesgos, enfoque resumido en un artículo de Francisco Calvo García-Tornel (), estudia las implicaciones de los riesgos naturales sobre los seres humanos.
Por lo general, las mayores aplicaciones de la geografía física tienen lugar en el desarrollo de las materias específicas de esta disciplina como son la geomorfología, en especial, la geomorfología fluvial; la climatología, la geomorfología litoral e incluso la oceanografía entendida como una geografía del mar y no como una física o una geología del mar, y muchas otras ciencias más específicas.

## Geógrafos físicos notables
- Eratóstenes (276 a 194 a. C.), quien hizo la primera estimación fiable de la conocida tamaño de la Tierra, además de ser considerado el padre de la geografía.
- Ptolomeo (c.90 - c.168), quien compiló conocimiento griego y romano para producir el libro Geographia'.
- Abu Rayhān Bīrūnī (973 - 1048 d. C.), considerado el padre de la geodesia.
- Ibn Sina (Avicena, 980-1037), quien formuló la ley de superposición y el concepto del uniformismo en El Libro de la curación
- Muhammad al-Idrisi (Dreses, 1100 – c.1165), quien realizó la Rogeriana Tabula, el mapa del mundo más preciso en la Edad Media.
- Piri Reis (1465 – c.1554), uno de sus mapas es el mapa del mundo más antiguo conservado que incluye América y la Antártida.
- Gerardus Mercator (1512–1594), innovó en el campo de la cartografía y fue el creador de la proyección de Mercator.
- Bernhardus Varenius (1622-1650), escribió su importante trabajo "Geografía General" (1650), primera visión general de la geografía, que significó la fundación de la geografía moderna.
- Mikhail Lomonosov (1711–1765), padre de la geografía rusa y fundador de la glaciología.
- Alexander Von Humboldt (1769–1859) publicó su libro Kosmos y fundó el estudio de la biogeografía.
- Arnold Henry Guyot (1807-1884), quien destacó la estructura de los glaciares y ha permitido conocer más del movimiento de glaciares, sobre todo en el flujo de hielo fijo.
- Louis Agassiz (1807-1873), autor de una teoría glacial que discute la noción de una Tierra estacionaria de enfriamiento.
- Alfred Russel Wallace (1823-1913), fundador de la biogeografía moderna y la línea de Wallace.
- Vasily Dokuchaev (1840-1903), patriarca de la geografía rusa y fundador de la Pedología.
- Wladimir Peter Köppen (1846-1940), creador de la clasificación climática más importante y fundador de la paleoclimatología.
- William Morris Davis (1850–1934), padre de la geografía estadounidense, fundador de la Asociación Americana de Geógrafos, cofundador de la National Geographic Society, fundador de la geomorfología y desarrollador de la teoría del ciclo geográfico.
- Sir Ernest Shackleton (1874-1922), explorador de la Antártida durante la edad heroica de la exploración antártica.
- Robert E. Horton (1875–1945), fundador de la hidrología moderna y creador de conceptos hidrológicos básicos como la capacidad de infiltración y la escorrentía.
- J. Harlen Bretz (1882-1981), pionero de la investigación en la formación de paisajes por las inundaciones catastróficas, especialmente por las inundaciones del Bretz (Missoula).
- Luis García Sainz (1894-1965), uno de los precursores de la geografía física en España.
- Willi Dansgaard (nacido en 1922), paleoclimatologo y cuaternarista, jugó un papel decisivo en el uso de isótopos de oxígeno para la datación y fue co-identificador de eventos Dansgaard-Oeschger.
- Hans Oeschger (1927-1998), paleoclimatólogo y pionero en la investigación de núcleos de hielo, co-identificador de eventos Dansgaard-Orschger.
- Richard Chorley (1927-2002), un elemento clave para la revolución cuantitativa y el uso de la teoría de sistemas en la geografía.
- Sir Nicholas Shackleton (1937–2006), quien planteó que las oscilaciones en el clima durante los últimos millones de años podría estar relacionada con variaciones en la relación orbital y de posición entre la Tierra y el Sol.